# Hit Parade (альбом Audio Adrenaline)
Hit Parade — сборник американской христианской рок-группы Audio Adrenaline, выпущенный 13 марта 2001 года на лейбле ForeFront Records. В него вошли пятнадцать хитов с предыдущих четырёх альбомов группы (Bloom, Underdog, Some Kind of Zombie и Don’t Censor Me), а также две новые песни: «Will Not Fade» и «One Like You».

## Отзывы
| Оценки критиков     | Оценки критиков |
| Источник            | Оценка          |
| ------------------- | --------------- |
| AllMusic            | [ 1 ]           |
| Jesus Freak Hideout | [ 2 ]           |

Альбом получил положительные отзывы от музыкальных критиков. Джон ДиБиасе из Jesus Freak Hideout дал ему 4,5 звезды из 5. ДиБиасе назвал его «одним из лучших и наиболее солидных сборников», который он слышал, а две новые песни назвал «превосходными». Дасия Блоджетт-Уильямс из AllMusic дала альбому 3 звезды из 5, написав, что «несмотря на несомненную оригинальность во многих аспектах, вся музыка Audio Adrenaline на этом конкретном альбоме начала звучать одинаково после нескольких треков». Она также классифицировала песню «Get Down» как «лучшее введение в группу и, возможно, самое оригинальное по звучанию».

## Список композиций
| №                   | Название                         | Автор(ы)                                                                         | Оригинальный альбом | Длительность |
| ------------------- | -------------------------------- | -------------------------------------------------------------------------------- | ------------------- | ------------ |
| 1.                  | «Will Not Fade»                  | Tyler Burkum, Ben Cissell, Bob Herdman, Will McGinniss, Mark Stuart              | -                   | 3:49         |
| 2.                  | «I'm Not the King»               | Barry Blair, Herdman, McGinniss, Stuart                                          | Bloom               | 3:52         |
| 3.                  | «Mighty Good Leader»             | Burkum, Cissell, Herdman, McGinniss, Stuart                                      | Underdog            | 3:13         |
| 4.                  | «Some Kind of Zombie»            | Blair, Herdman, McGinniss, Stuart                                                | Some Kind of Zombie | 4:44         |
| 5.                  | «Get Down»                       | Burkum, Cissell, Herdman, McGinniss, Stuart                                      | Underdog            | 3:15         |
| 6.                  | «Walk on Water»                  | Blair, Herdman, McGinniss, Stuart                                                | Bloom               | 3:50         |
| 7.                  | «Big House»                      | Blair, Derrick Bostrom, Herdman, Cris Kirkwood, Curt Kirkwood, McGinniss, Stuart | Don’t Censor Me     | 3:38         |
| 8.                  | «We're a Band»                   | Blair, Herdman, McGinniss, Stuart                                                | Don't Censor Me     | 3:59         |
| 9.                  | «Blitz»                          | Herdman, McGinniss, Stuart                                                       | Some Kind of Zombie | 4:13         |
| 10.                 | «Hands and Feet»                 | Burkum, Cissell, Herdman, McGinniss, Charlie Peacock, Stuart                     | Underdog            | 4:07         |
| 11.                 | «Man of God»                     | Blair, Herdman, McGinniss, Stuart                                                | Bloom               | 4:18         |
| 12.                 | «Chevette»                       | Herdman, McGinniss, Mary Ann McSweeny, Stuart                                    | Some Kind of Zombie | 4:17         |
| 13.                 | «Underdog»                       | Burkum, Herdman, McGinniss, Stuart                                               | Underdog            | 3:31         |
| 14.                 | «Never Gonna Be As Big As Jesus» | Blair, Herdman, McGinniss, Stuart                                                | Bloom               | 4:26         |
| 15.                 | «DC-10»                          | Blair, Herdman, McGinniss, Stuart                                                | Underdog            | 2:22         |
| 16.                 | «One Like You»                   | Burkum, Cissell, Herdman, McGinniss, Stuart                                      | -                   | 3:20         |
| 17.                 | «Rest Easy»                      | Blair, Herdman, McGinniss, Stuart                                                | Don't Censor Me     | 4:44         |
| Общая длительность: | Общая длительность:              | Общая длительность:                                                              | Общая длительность: | 65:27        |